# 山本冬郷
山本 冬郷（やまもと とうごう、1886年11月4日 - 1952年3月24日）は、日本の元俳優である。本名：山本 鎌藏（やまもと けんぞう）。ハリウッド映画からスタートした日本人俳優で、帰国後は松竹蒲田撮影所、日活太秦撮影所、新興キネマ東京撮影所などで活躍した名脇役として知られる。

## 来歴・人物
1886年（明治19年）11月4日、神奈川県横浜市根岸（現在の同県同市中区根岸町）に生まれる。旧制錦城中学校（現在の錦城学園高等学校）を卒業後、早稲田大学政治経済科に進学する。
1904年（明治37年）2月、早稲田大学を中退して渡米。種々の職業に従事していたが、日本から来た在留邦人相手の新派劇団に急遽加入し、各地を巡業する。 1920年（大正9年）からは映画俳優に転向、ファースト・ナショナル社に所属していた映画監督マーシャル・ニーランに見出され、同年2月22日公開された『氷原の彼方に』でルイズ・ストーン扮するカナダ騎馬警官隊の隊員と殺人犯（二役）の敵役として出演し、話題となる。以降、同年10月17日に公開されたセシル・B・デミル監督映画『人間苦』や、翌1921年（大正10年）3月21日に公開されたゴールドウィン・ピクチャーズ製作のフランク・ロイド監督映画『東洋の鬼娘』などのハリウッド映画に脇役として出演。1923年（大正12年）2月、日本に帰国した。
1925年（大正14年）、大東キネマを創立。自ら監督と主演を兼ねて、岡田時彦、伊志井寛、藤川三之助、瀬川つる子と共演した大作『幻の帆船』を製作するが、失敗に終わる。その3年後の1928年（昭和3年）夏、松竹蒲田撮影所に入社、1930年（昭和5年）7月6日に公開された小津安二郎監督映画『その夜の妻』や、同年12月12日に公開された『お嬢さん』など、多くの作品に脇役出演した。1931年（昭和6年）9月、松竹蒲田を脱退した鈴木傳明、高田稔、岡田時彦と共に不二映画社の創立に参加、同年12月31日に公開された鈴木重吉監督映画『栄冠涙あり』などに出演したが、僅か2年で解散。1933年（昭和8年）春、岡田と共に新興キネマに入社するが、間もなく日活太秦撮影所に移籍し、同年6月15日に公開された山中貞雄監督映画『盤嶽の一生』などに出演。1934年（昭和9年）からは日活多摩川撮影所に移籍するが、後に新興キネマに復帰。1942年（昭和17年）1月27日の戦時統合による大映の設立以降も継続入社、大映京都撮影所に所属して、脇役出演を続けた。この間、山本の長男がニューギニアの戦いで戦死している。
第二次世界大戦終結後は大映東京撮影所（現在の角川大映スタジオ）に所属し、脇役出演していたが、1947年（昭和22年）、東宝を経て新東宝へ移籍。1979年（昭和54年）10月23日に発行された『日本映画俳優全集 男優編』（キネマ旬報社）では、1948年（昭和23年）9月9日に公開された渡辺邦男監督映画『エノケンのホームラン王』を最後に退社、芸能界を引退したとされているが、翌1949年（昭和24年）2月1日に公開された稲垣浩監督映画『白頭巾現わる』に出演した記録がある。以後の消息は不明とされていたが、『東京新聞』1952年（昭和27年）3月29日付によれば、晩年は通訳者を経て東京都港区芝浦で倉庫業に従事していたが、去る3月24日に急性肺炎のため、東京都文京区湯島天神町（現在の同区湯島）の自宅で死去したと報じられている。満65歳没（数え年67歳）。

## おもなフィルモグラフィ
アメリカ映画
- The City of Dim Faces 1918年
- The Willow Tree 1920年
- Pagan Love 1920年
- 『氷原の彼方に』 The River's End 1920年 監督：マーシャル・ニーラン
- 『人間苦』 Something to Think About 1920年 監督：セシル・B・デミル
- 『東洋の鬼娘』 A Tale of Two Worlds 1921年 監督：フランク・ロイド
- 『血と肉』 Flesh and Blood 1922年 監督：アーヴィング・カミングス
- Head Winds 1925年

日本映画
- 『幻の帆船』 1925年 監督・主演
- 『その夜の妻』 1930年 監督：小津安二郎
- 『お嬢さん』 1930年 監督：小津安二郎
- 『栄冠涙あり』 1931年 監督：鈴木重吉
- 『月形半平太』 1933年 監督：伊藤大輔
- 『盤嶽の一生』 1933年 監督：山中貞雄
- 『忠臣蔵 刃傷篇 復讐篇』 1934年 監督：伊藤大輔
- 『鞍馬天狗横浜に現る』 1942年 監督：伊藤大輔[5]
- 『決闘般若坂』 1943年
- 『二死満塁』 1946年 監督：田口哲
- 『エノケンのホームラン王』 1948年 監督：渡辺邦男